# Triclema katerae
Triclema katerae är en fjärilsart som beskrevs av D'abrera 1980. Triclema katerae ingår i släktet Triclema och familjen juvelvingar. Inga underarter finns listade i Catalogue of Life.